# Чинчорро
Культура Чинчо́рро (Chinchorro) — древняя культура, существовавшая на западном тихоокеанском побережье Южной Америки на территории современного региона Такна (Перу) и областей Арика-и-Паринакота и Тарапака (Чили) в период примерно 7—1,5 тыс. до н. э. Являлись предками культур Чанго (рыболовы) и Колес (сельскохозяйственной), были одним из первых народов с поселковой культурой, осуществлявших ритуальную мумификацию всех своих умерших. Возраст наиболее древней из мумий составляет более 9 тыс. лет — это наиболее древние человеческие мумии в мире.

## История
Мотивы изготовления мумий пока что малопонятны, возможно, представители культуры чинчорро были кочевниками и переносили мумии с собой.

## Мумификация
Используемая культурой Чинчорро система мумификации была достаточно простой; с тела снимали кожу, мышечные ткани и внутренние органы, включая мозг. После этого тело залеплялось глиной и покрывалось кожей, при этом части кожи, потерянные в процессе приготовления мумии, заменялись кусками животной кожи. Среди элементов «оформления» следует отметить маску с отверстиями для рта и ноздрей, а также модели половых органов. На готовую мумию надевался парик из человеческих волос.
В захоронениях с мумиями, обнаруженных в Арике, в Киани, Морро, а также в новых местах раскопок, погребальной утвари не обнаружено. Этот факт, а также состояние, в котором были обнаружены тела, позволяют предположить, что представители культуры чинчорро не имели представления о жизни после смерти.
Впервые останки данной культуры были открыты и описаны немецким археологом Максом Уле, который также внёс вклад в изучение народности уро в Боливии.
Археологические останки культуры Чинчорро хранятся и изучаются в Университете Тарапака. При университете имеется археологический музей, где можно увидеть некоторые мумии.

## Палеогенетика
Изучение 10 новых доступных древних геномов из Америки показало, что в геноме мумии Чинчорро было значительно большее количество европейской примеси, чем в остальных исследованных древних геномах индейцев. У представителя культуры Чинчорро, жившего 550 л. н., была определена митохондриальная гаплогруппа A2.

## Галерея

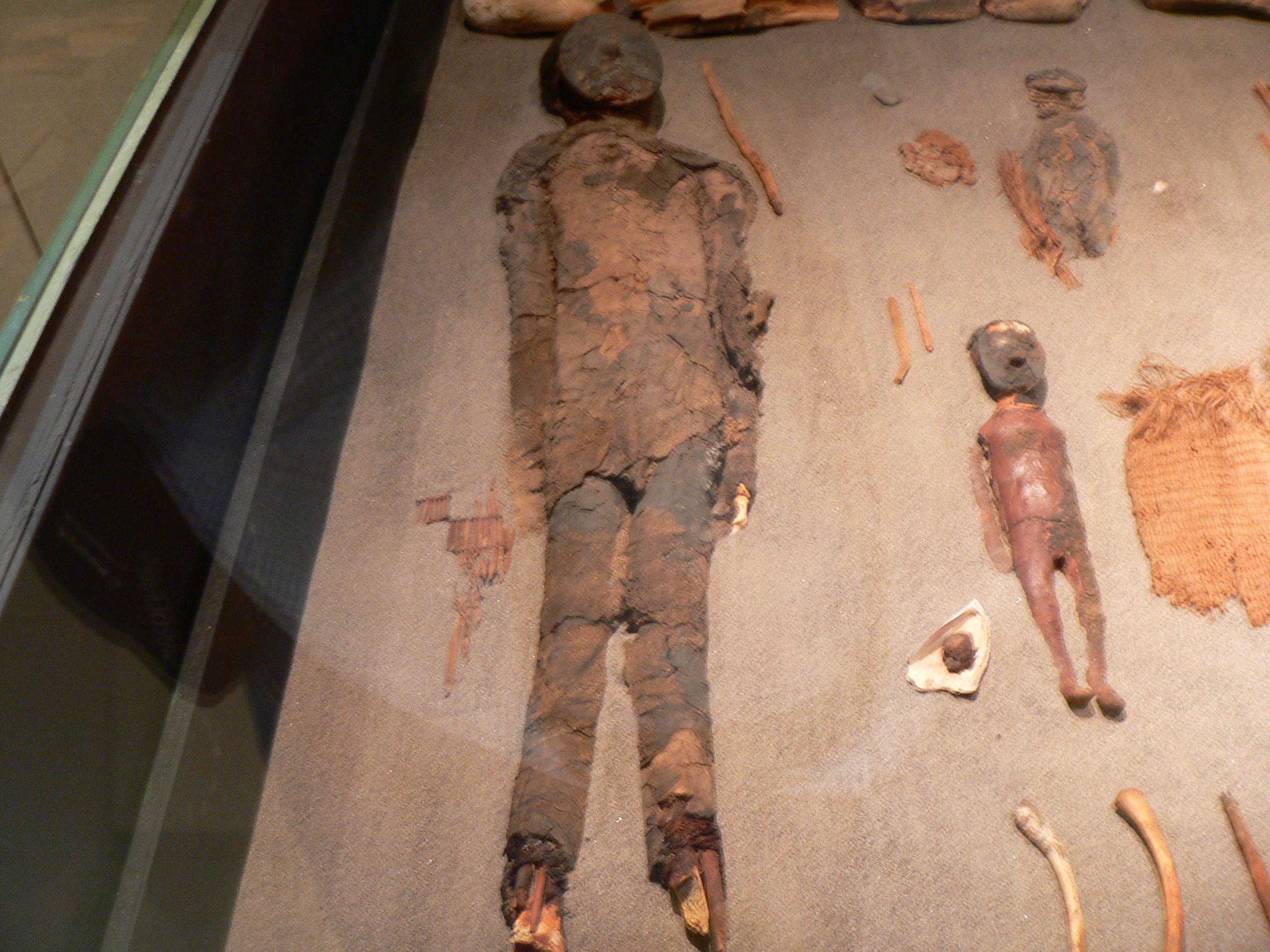
Мумии культуры Чинчорро
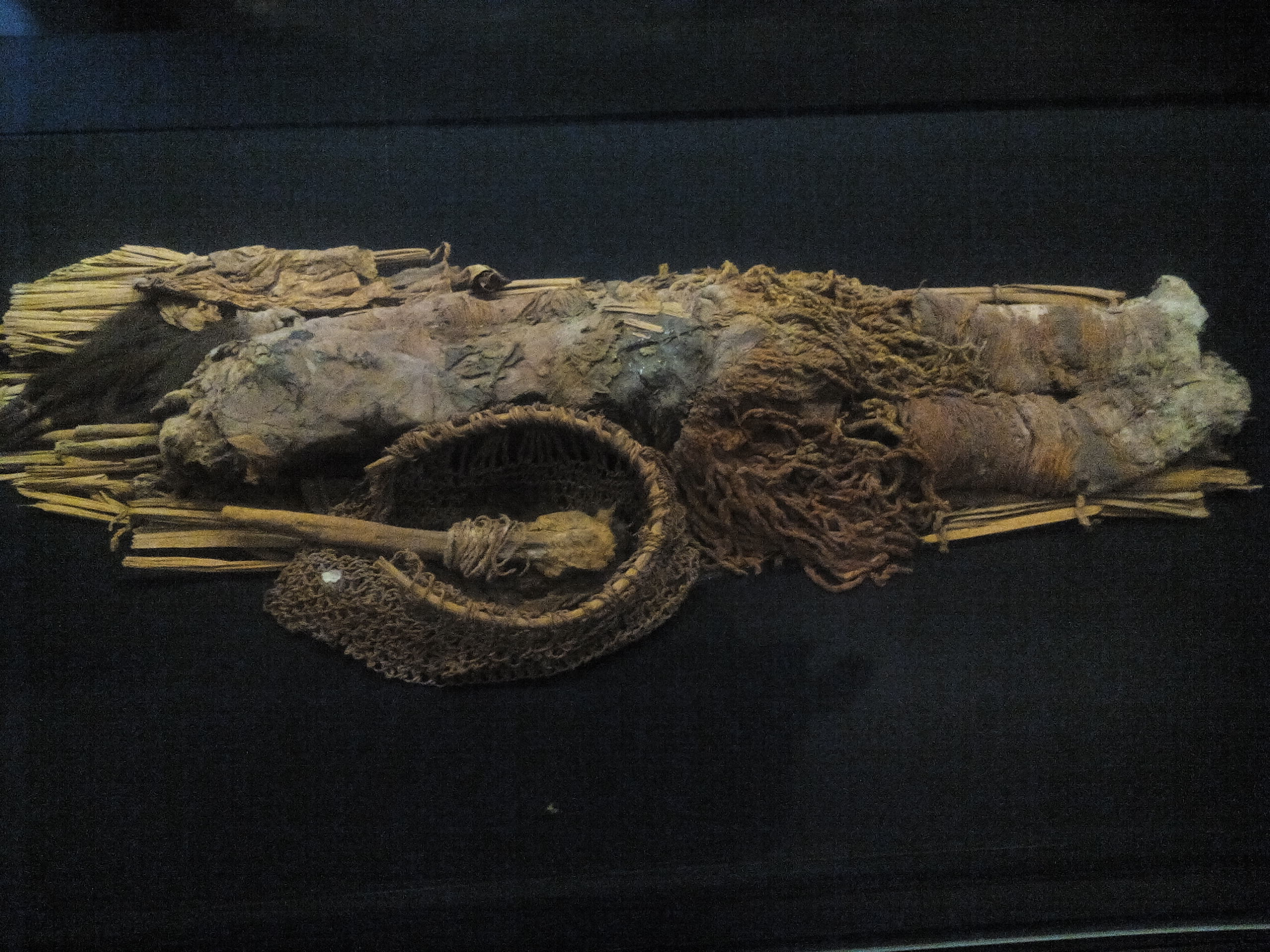
Младенческая мумия, красного типа
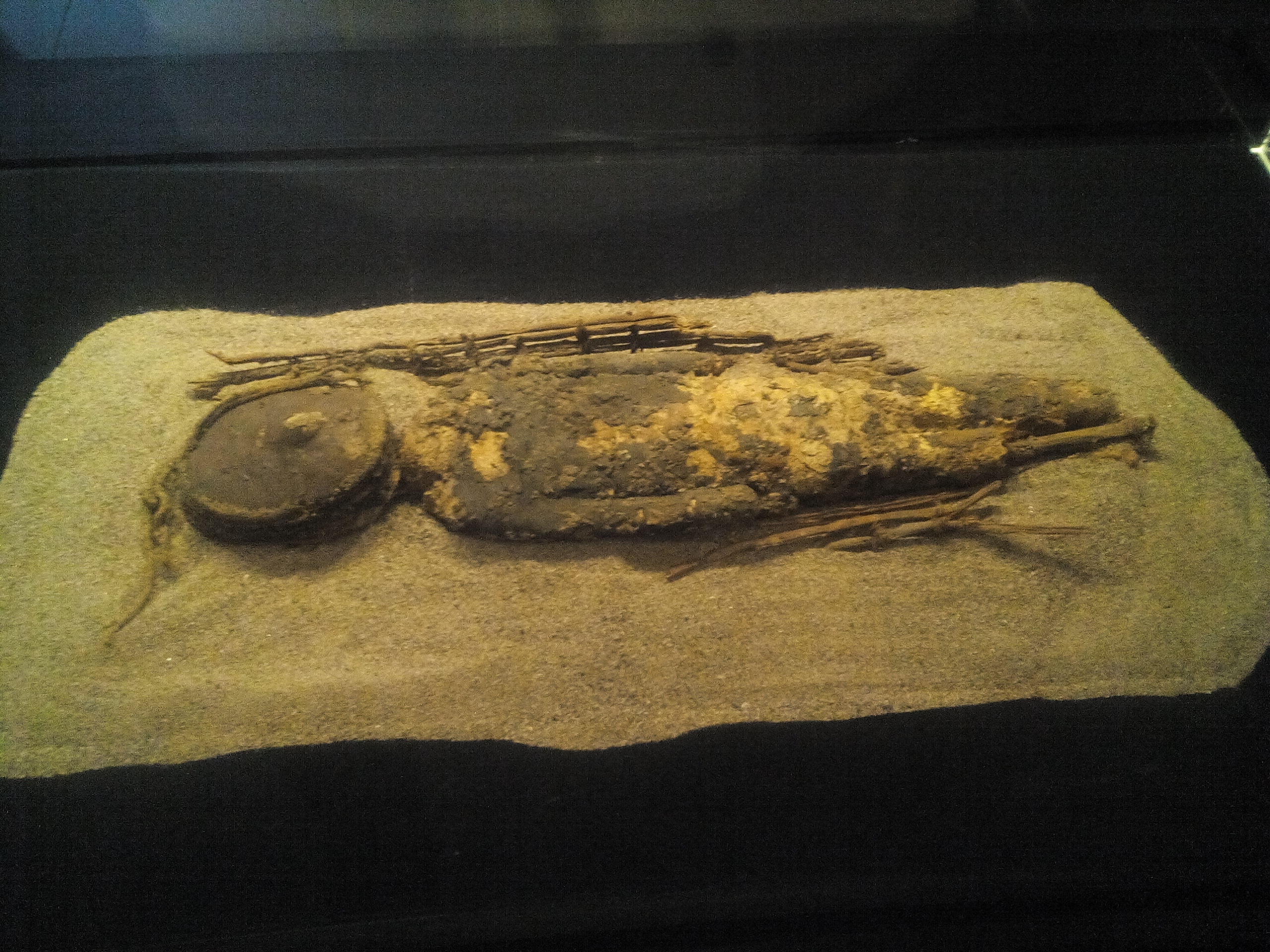
Мумия младенца, чёрного типа
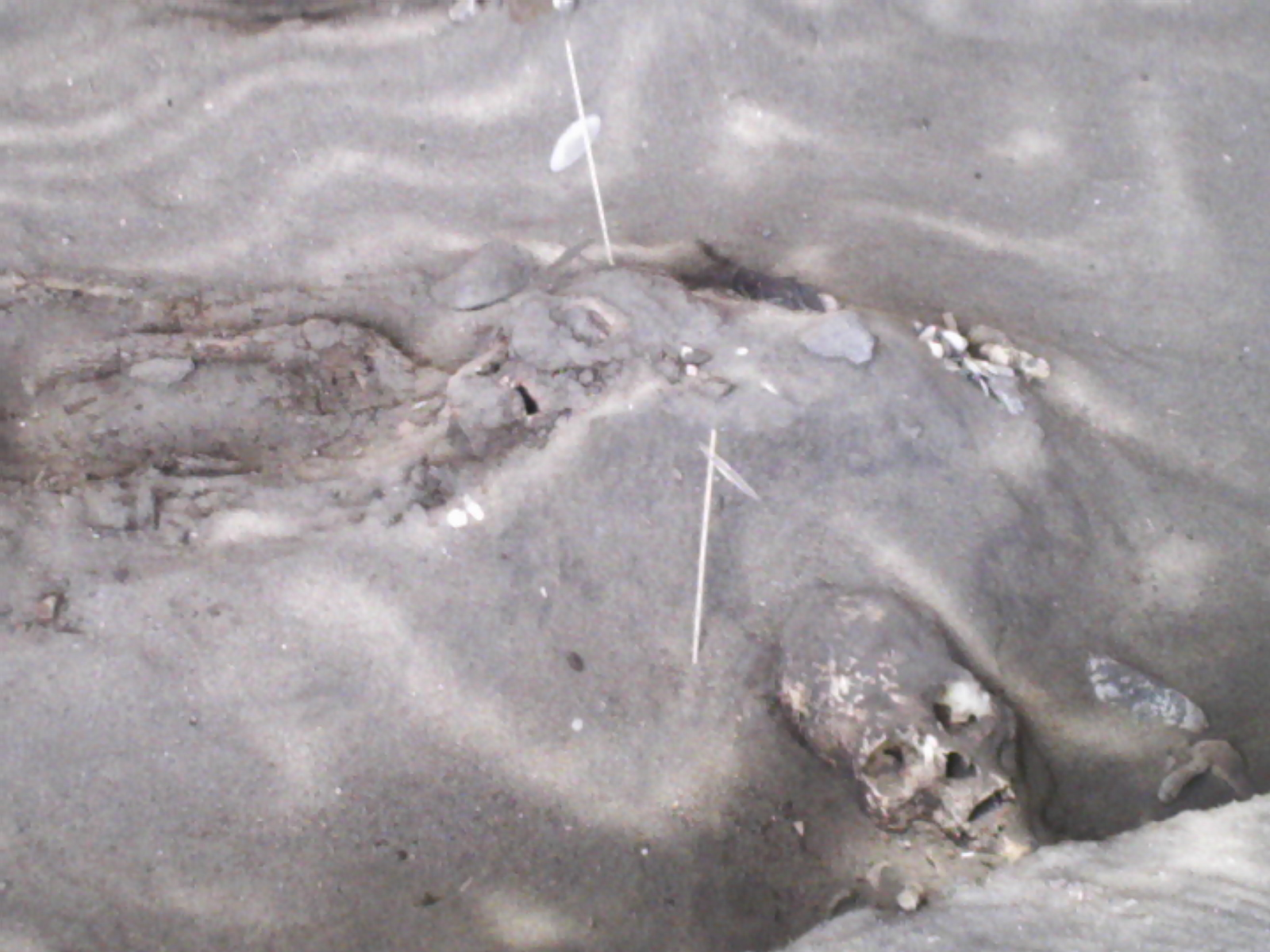
Мумии Чинчорро в Арике, Чили
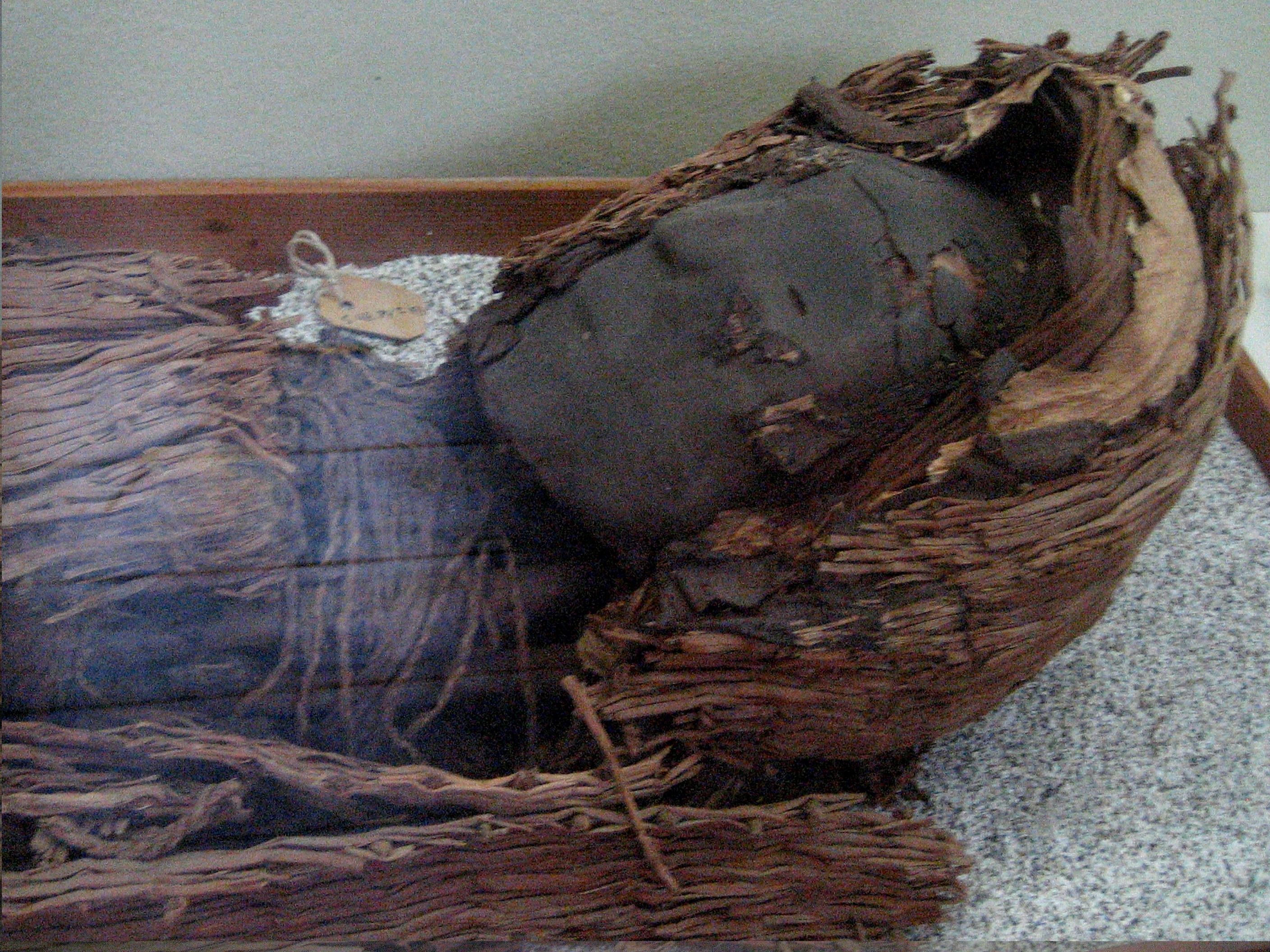
Глава мумии Чинчорро

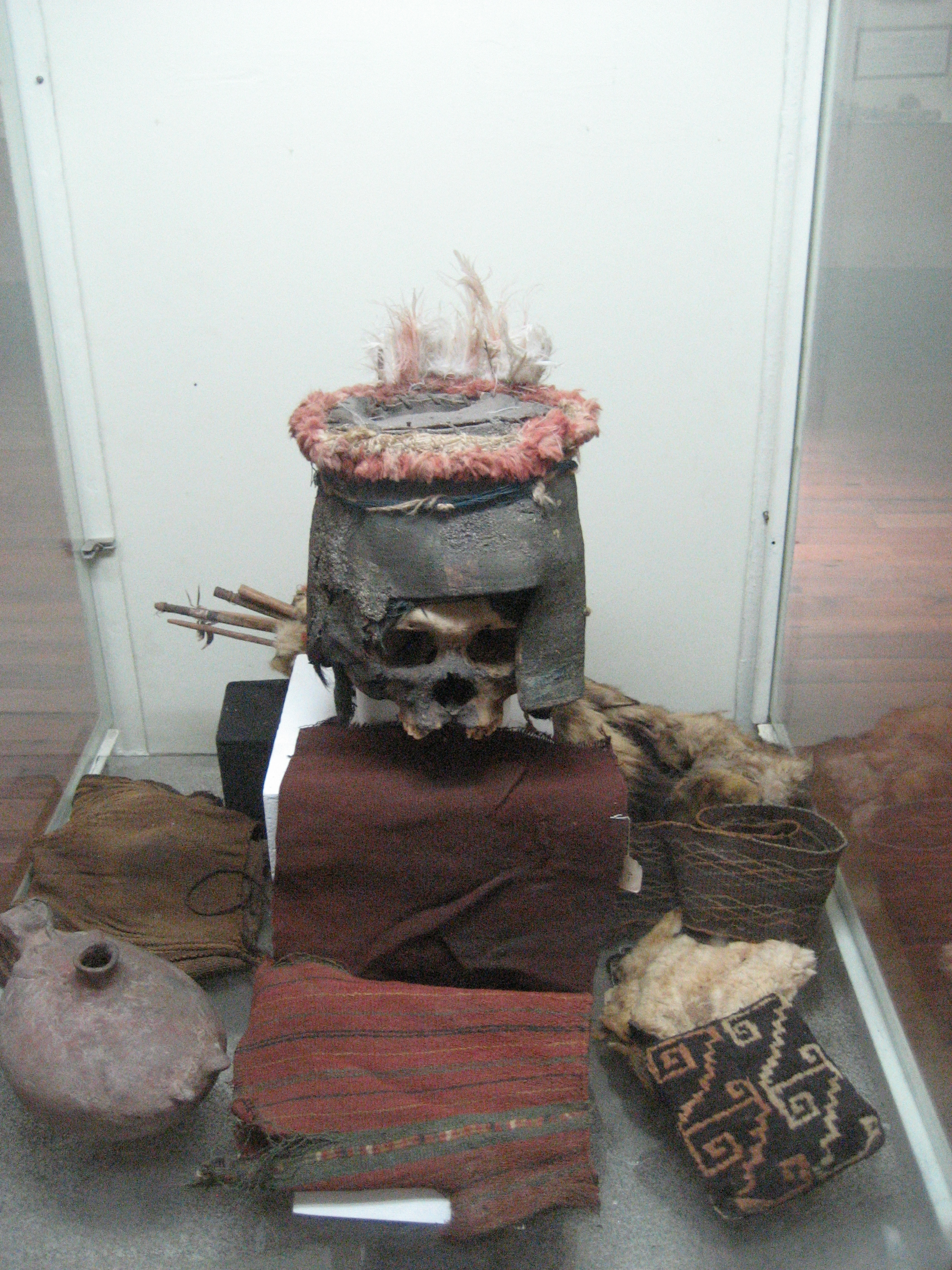
Погребальный обряд представлен в виде человеческого черепа с погребальным шлемом и различными предметами
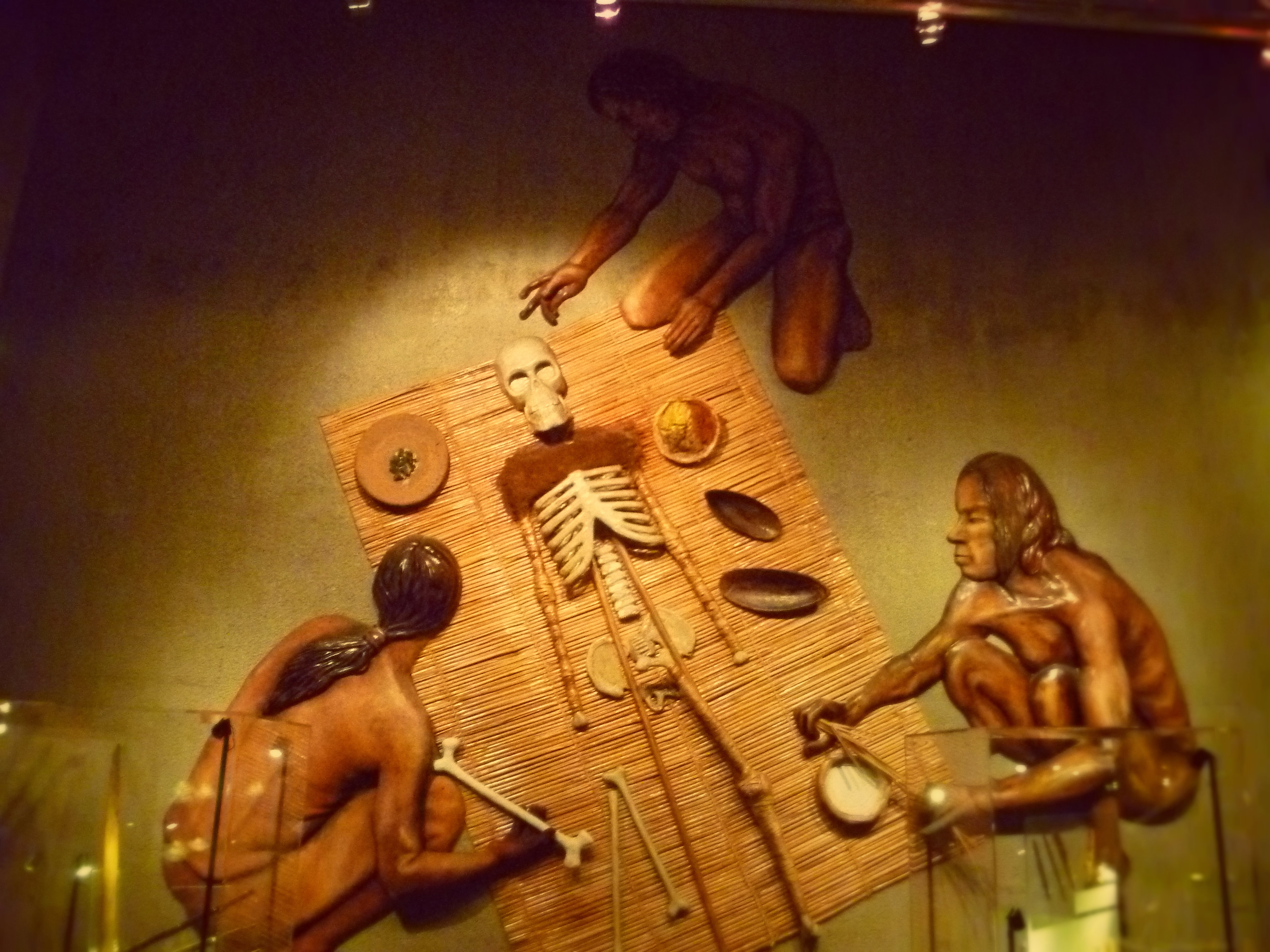
Художественное представление
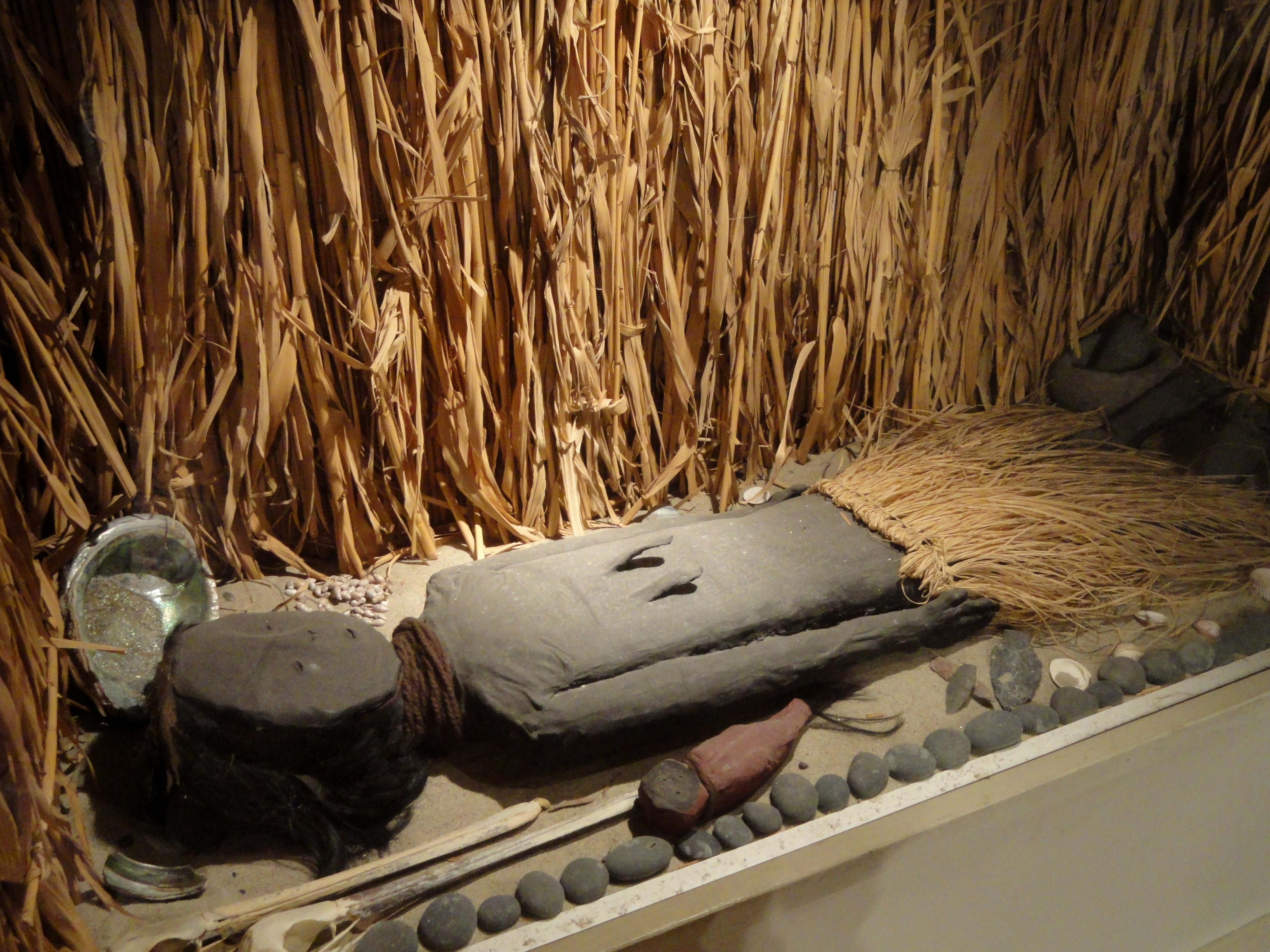
Мумия Чинчорро, южное побережье Перу или северное побережье Чили